# Carlo Afan de Rivera
Carlo Afan de Rivera (Gaeta, 12 ottobre 1779 – Napoli, 11 gennaio 1852) è stato un militare e ingegnere italiano, direttore generale del Corpo di Ponti e Strade, Acque, Foreste e Caccia del Regno delle Due Sicilie, noto per l'ideazione e la progettazione di numerose opere pubbliche, padre di Gaetano Afan de Rivera.

## Biografia
Figlio di Emanuele dei marchesi di Villanueva de las Torres, governatore di Pantelleria, e di Gaetana dell'Isola. Divenuto ufficiale dell'esercito delle Due Sicilie, nel 1824 fu nominato direttore generale di Corpo di Ponti e Strade, Acque, Foreste e Caccia del Regno delle Due Sicilie, e successivamente direttore della scuola d'applicazione ai ponti e strade di Napoli.
Carlo Afan riteneva che il territorio del Regno delle Due Sicilie fosse ricco di risorse naturali potenzialmente sfruttabili ("doni che ha la natura largamente conceduto al Regno delle Due Sicilie") e in grado di condizionare positivamente lo sviluppo economico del paese. Gli erano ugualmente noti i problemi e rischi ambientali (per es. impaludamento lungo la maggior parte delle coste e sulle rive inferiori dei fiumi), le cause storiche che li avevano generati (le devastazioni che dal tempo dei Romani avevano prodotto l'insalubrità crescente e lo spopolamento di parti fertili del paese, o viceversa le conseguenze del disboscamento per la destinazione a coltura di aree montuose) e le difficoltà logistiche (mancanza di infrastrutture soprattutto viarie o portuali) ed economiche (l'entità delle risorse necessarie finanche per il loro studio e la ricerca delle soluzioni). Carlo Afan sostenne pertanto la necessità:
- della bonifica agraria dei terreni paludosi, che avrebbe restituito migliaia di chilometri quadrati alla coltivazione, sottraendoli nel contempo alla malaria;
- del rimboschimento del territorio alto-collinare e montano appenninico, evitando il rischio disastri climatici e geologici;
- della costruzione di nuove strade o di nuove strutture portuali per rompere l'isolamento geografico in cui versavano gran parte delle località del regno.

Nella veste di direttore del Corpo di Ponti e Strade, Acque, Foreste e Caccia del Regno delle Due Sicilie, Carlo Afan:
- predispose, per conto dello stato, importanti opere di bonifica idraulica nella zona del lago Fucino (prosciugamento e restauro dell'emissario di Claudio), del basso Volturno, del Simeto e del lago Salpi (un lago di acqua salata ormai scomparso che ai primi del XIX secolo si estendeva, in prossimità della costa adriatica, da Zapponeta all'Ofanto); fece piani inoltre per l'irrigazione del Tavoliere delle Puglie
- progettò e diresse il completamento della strada degli Abruzzi fino a Pescara e della strada delle Calabrie fino a Tiriolo; in particolare, progettò la costruzione di ponti sospesi a catene di ferro. Circa le infrastrutture marittime, Afan propose un piano di creazione di strutture portuali in località prossime alla capitale, quali un porto di quarantena a Capo Miseno, magazzini per lo stoccaggio a Pozzuoli e l'istituzione di un porto franco a Nisida
- propugnò l'intervento diretto dello stato per la fornitura delle ingenti risorse materiali e culturali necessarie per lo studio e la realizzazione di interventi complessi; in ciò Afan si oppose a coloro, come il Pietracatella, contrari all'intervento dello stato borbonico nelle opere pubbliche.

Dal 6 gennaio 1839 divenne socio dell'Accademia delle scienze di Torino.

## Opere

Del bonificamento del Lago Salpi (1845)

- Considerazioni su i mezzi da restituire il valore proprio a' doni che ha la natura largamente conceduto al Regno delle Due Sicilie. Napoli: Stamperia del Fibreno, 1832-1842
- Memoria sui mezzi da restituire il valore proprio ai doni che la natura ha largamente conceduto alle Due Sicilie. Napoli: G. Nobile, 1844
- Considerazioni sul progetto di bonificare il bacino inferiore del Volturno. Napoli: dalla Stamperia e Cartiera del Fibreno, 1839
- Memoria intorno al bonificamento del bacino inferiore del Volturno. Napoli: stamp. del Fibreno, 1847
- Considerazioni sul progetto di prosciugare il lago Fucino e di congiungere il Mar Tirreno all'Adriatico per mezzo di un canale di Navigazione. Napoli: dalla reale tip. della Guerra, 1823
- Progetto della restaurazione dello emissario di Claudio e dello scolo del Fucino. Napoli: Stamp. e Cartiera del Fibreno, 1836
- Considerazioni sulle circostanze fisiche ed economiche del Tavoliere di Puglia e su gli spedienti atti a migliorarne l'industria campestre e promuoverne la prosperità per mezzo della istituzione di una banca rurale e commerciale. Napoli: dalla Stamperia e cartiera del Fibreno, 1834
- Dei mezzi più efficaci da procacciar lavoro agli operai facendo valere i vantaggi naturali . Napoli: dalla Reale Tip. della Guerra, 1848
- Del bacino del Liri che quindi prende il nome di Garigliano. Napoli: dalla Stamperia e Cartiera del Fibreno, 1840
- Del bonificamento del Lago Salpi coordinato a quello della pianura della Capitanata, Napoli, Stamperia e cartiere del Fibreno, 1845.
- Memoria su i mezzi di ritrarre il massimo profitto dal lago Salpi coordinando quest'impresa a quella più vasta di bonificare e migliorare la pianura della Capitanata. Napoli: stamp. e cartiera del Fibreno, 1838
- Della restituzione del nostro sistema di misure pesi e monete alla sua antica perfezione. Napoli: dalla Stamperia e Cartiera del Fibreno, 1838
- Memoria in forma di rapporto del direttore generale de' ponti e strade intorno al miglioramento del real servizio confidato al corpo delle acque e strade. Napoli: presso Borel, 1828
- Memoria intorno alle devastazioni prodotte dalle acque a cagion de' diboscamenti, del direttore generale funzionante dei ponti e strade, e delle acque, foreste e cacce Carlo Afan de Rivera. Napoli: dalla R. Tipografia della Guerra, 1825
- Memoria relativa allo scioglimento della promiscuità delle proprietà nella Regia Sila. Napoli: Stamp. Reale, 1828
- Memoria su i mezzi di difesa del Regno delle Due Sicilie. Napoli: Stabilimento tip. di G. Nobile, 1844
- Pensieri sulla Sicilia al di là del Faro. Napoli: tip. della guerra, 1820
- Rapporto del direttore generale di ponti e strade a S.E. il Ministro segretario di stato delle finanze. Napoli: dalla R.Tipografia della Guerra, 1842
- Regolamento generale sulla pesca nel golfo di Napoli dalla punta della Campanella a quella di Miseno: sanzionato con i sovrani rescritti de' 9 aprile 1845 e 7 agosto 1847. Napoli: stamp. De Marco, 1847
- Regolamento generale sulla pesca nel golfo di Napoli dalla punta della Campanella a quella di Miseno.... Napoli: G. Migliaccio, 1852
- Regolamento per la polizia dei Regj Lagni di Terra di Lavoro. Napoli: dalla R. Tipografia della Guerra, 1833
- Saggio su i rapporti che debbono avere tra loro i gran mezzi permanenti di difesa, la disposizione topografica del terreno, e le operazioni degli eserciti.. Napoli: dalla Reale Tipografia della Guerra, 1820
- Tavole di riduzione de pesi e delle misure della Sicilia Citeriore in quelli statuti della legge de 6 aprile del 1840. Napoli: dalla stamp. e cartiere del Fibreno, 1840
- Considerazioni su i mezzi da restituire il valore proprio a' doni che ha la natura largamente conceduto al regno delle Due Sicilie, 3 voll. Napoli: dalla Stamperia del Fibreno, 1832-1842
- Tavole di riduzione dei pesi e delle misure delle Due Sicilie in quelli statuiti dalla legge de 6 aprile 1840, Napoli: dalla stamperia e cartiere del Fibreno, 1840
- Considerazioni sul progetto di prosciugare il lago Fucino e di congiungere il Mar Tirreno all'Adriatico per mezzo di un canale di Navigazione, Napoli: dalla Reale Tipografia della Guerra, 1823
- Ai chiarissimi scienziati italiani radunati nel settimo congresso: discorso. Napoli: Stamperia del Fibreno, 1845